# Nonius
Nonius är en hästras som utvecklats i Ungern. Hela Nonius-rasen härstammar från en enda stamfader, hingsten Nonius Senior, född i Frankrike år 1810 och påstås vara en blandning av en engelsk halvblodshingst och ett normandersto, en så kallad anglonormandisk häst. Rasen förekommer i två olika stammar. Den mindre typen har en mankhöjd på 155 till 160 centimeter och den större typen är ca 160 till 170 centimeter hög. Den föds numera upp i Ungern, Rumänien, Slovakien, Bulgarien och före detta Jugoslavien och är utmärkt som brukshäst, ridhäst och körhäst.

## Historia
Nonius Senior, noniusrasens stamfader, föddes i Normandie, Frankrike år 1810 och togs som krigsbyte av ungerska armén efter Napoleon I:s förlust vid Leipzig år 1813. Hingstens far var det engelska halvblodet Orion som troligtvis hade ett starkt inflytande av de berömda körhästarna från England, så kallade Norfolktravare. Hingsten Nonius Senior var en anglonormandisk häst och mycket stor med en mankhöjd på 166 cm, ett mått som var mycket stort under den här tiden. Hingsten var kantig, med ett stort och tungt huvud, små ögon, långa öron och en kort hals och ansågs vara ganska ful men han var otroligt produktiv och alla hans avkommor blev vackra och otroligt starka hästar. 
Till en början fick Nonius Senior betäcka en stor mängd ston av olika typ och härkomst, bland annat arabiska fullblod, Lipizzanerhästar och ston från Spanien och Frankrike. Nonius Senior blev far till inte mindre än 15 högklassiga hingstar, där den mest betydande för den fortsatta utvecklingen av rasen var Nonius IX som hade en perfekt exteriör och ett utmärkt temperament.
Under 1860-talet blandade man in fullblod i rasen för att få bort de defekter som man ansåg förstörde för rasen. Man delade dessutom upp den i två klasser där de största hästarna blev vagnshästar eller lättare brukshästar medan den mindre blev kavallerihäst eller ridhäst och hade en större portion arabiskt blod i sig. När Noniusstona återigen korsades med fullblod fick man även en tävlingshäst med god hoppförmåga och rasen fick en egen stambok.
Rasen används även som kungliga vagnshästar i Ungern och idag föds den bara upp på stuterierna Hortobagy i Ungern och Topolcianky i Slovakien.  

## Egenskaper
Noniushästar anses vara riktigt sunda hästar med ett underbart steg och goda rörelser. Den ska ha ett bra lynne och ett fogligt sinne. Noniushästen är ofta långlivad, men utvecklas sent och anses inte vara färdig för inridning förrän vid sex års ålder medan de flesta hästar rids in vid cirka 2-3 års ålder, ännu tidigare för kapplöpningshästar som vanligtvis rids in vid ca 1 års ålder. 
Noniushästen är ståtlig med en lätt utåtbuktande nosrygg som ger ett kejserligt intryck. Den lättare varianten av Noniusrasen är något ädlare då de är mer influerade av arabiskt blod. De utmärker sig som ridhästar eller lättare körhäst. Den större typen var en tyngre körhäst eller arbetshäst som var sund och kraftig. 
Noniushästarna är vanligtvis runt 160 cm i mankhöjd men kan vara så korta som 155 cm och ibland så höga som 170 cm. Hästarnaär alltid bruna eller mörkbruna och hästarna har korta, men väldigt starka ben som var typiska för stamhingsten Nonius Senior. 